# الإصلاحات في أذربيجان
تجدر الإشارة إلى ان الاتحاد السوفيتى السابق حكم على أذربيجان منذ حوالى 70 عاما.واكتسب الاتحاد السوفياتي الاستقلال في تشرين الأول / أكتوبر 1991 بعد الانهيار.

## الإصلاحات
ولتحسين الوضع في البلد، نفذت الحكومة الأذربيجانية برنامجا نشطا للإصلاح الاقتصادي والتعليمي والصحي.

## التعليم
وتجري الحكومة الأذربيجانية مناقشات منذ عام 1990 لإجراء إصلاحات في نظام التعليم.وفي عام 1998، أصدر الرئيس مرسوما بشأن إعداد برنامج إصلاح التعليم.ولذلك، وبعد إقرار إصلاح التعليم في عام 1999، تم إصلاح جميع النظم التعليمية.ومن هذا المنظور، أدخلت تغييرات هيكلية في التعليم العالي.وفي عام 2001، أضيف إلى وثيقة «قياس التعليم» التي تغطي السياق الكامل للتغييرات الرئيسية في الهياكل التعليمية والاجتماعية والاقتصادية والسياسية والحكومية.واعتمدت الوثيقة في عام 2007. وفي أعقاب تنفيذ البرنامج، تم تنفيذ مشروع تنمية قطاع التعليم الثاني منذ عام 2009. وكان الهدف الرئيسي للمشروع زيادة فعالية خدمات التدريب والتعليم.وفي عام 2007، وقع رئيس أذربيجان إلهام علييف «البرنامج الحكومي لتعليم المواطنين الأذربيجانيين في الخارج في الفترة 2007-2015».وفي عام 2013، وافقت حكومة أذربيجان على إستراتيجية تنمية التعليم في أذربيجان بحلول عام 2025.واعتمدت خطة عمل الاستراتيجية في عام 2015.وتنفذ الأنشطة المتصلة بالاستراتيجية في عام 2015 وستستمر في عام 2017.ويعكس تقرير اليونيسف السنوي عن أذربيجان (2015) دعم اليونيسيف لإصلاحات التعليم في أذربيجان.وقد ساعدت اليونيسيف حكومة أذربيجان في افتتاح أول مدرسة شاملة لها تمشيا مع تقريرها.وفي هذا الصدد، بدأت اليونيسيف بإدخال نموذج التعليم الجامع الألماني.ووزارة التعليم في جمهورية أذربيجان هي الهيئة التنفيذية الرئيسية لتنفيذ الإصلاحات المذكورة أعلاه.وفي عام 2016، نفذت الحكومة الأذربيجانية الإصلاحات التالية في مختلف مجالات التعليموتم تسجيل أكثر من 000 76 طفل في مجموعات التعليم قبل المدرسي في الفترة 2016-2017.

## اقتصاد
وهناك صعوبات خطيرة في اقتصاد أذربيجان وأدت هذه الصعوبات إلى انخفاض الناتج المحلي الإجمالي في أوائل التسعينات.وفي عام 1993، اعتمدت في عام 1993 التنمية الاقتصادية لبرنامج الدولة في أذربيجان (1993 -1995). وقد نفذت أذربيجان برنامجا للإصلاح الاقتصادي من أجل إنشاء مصرف مركزي مستقل وتطبيق العملة الوطنية.وقد أدت الإصلاحات الاقتصادية إلى إصلاحات في قطاعي الصحة والتعليم.

## الجيش
وقد وقعت أذربيجان ومنظمة حلف شمال الأطلسي خطة عمل الشراكة الفردية في أيار / مايو 2005.وخطة العمل هي المشاركة في قضايا الدفاع والأمن في المجتمع الأذربيجاني.

## الصحة
وأنشأت الحكومة لجنة حكومية للإصلاح الصحي.وفي عام 1999، نشرت اللجنة ورقة المفاهيم الأولى بشأن إصلاح الرعاية الصحية.القوانين الأساسية والتشريعات الأخرى في مجال صحة السكان، 1999-2008 قانون التأمين الطبي واعتمد مجلس الوزراء والرئيس المفهوم وخطة العمل في عام 2008.